# Jászárokszállási szikesek
Jászárokszállási szikesek este o arie protejată (arie specială de conservare — SAC, sit de importanță comunitară — SCI) din Ungaria întinsă pe o suprafață de 289,65 ha, integral pe uscat.

## Localizare
Centrul sitului Jászárokszállási szikesek este situat la coordonatele 47°36′27″N 19°58′59″E / 47.6075°N 19.983056°E.

## Înființare
Situl Jászárokszállási szikesek a fost declarat sit de importanță comunitară în mai 2004 pentru a proteja 4 specii de animale. Situl a fost protejat și ca arie specială de conservare în februarie 2010.

## Biodiversitate
Situată în ecoregiunea panonică, aria protejată conține 2 habitate naturale: Stepe și mlaștini sărate panonice, Păduri stepice euro-siberiene cu Quercus spp..
La baza desemnării sitului se află mai multe specii protejate de  nevertebrate (4): croitorul mare al stejarului (Cerambyx cerdo), Cucujus cinnaberinus, Gortyna borelii lunata, rădașcă (Lucanus cervus).
Pe lângă speciile protejate, pe teritoriul sitului au mai fost identificate 2 specii de nevertebrate.